# Emptio venditio
Emptio venditio ou contrato de compra e venda é, no direito romano, o contrato pelo qual se dá a troca de uma coisa por um preço em dinheiro. A emptio venditio classifica-se como um contrato consensual, de boa-fé, bilateral perfeito.

## Origem
A origem da emptio venditio está na venda manual ou compra e venda de contado, na qual eram imediatos o pagamento do preço e a entrega da coisa. Esse negócio jurídico era realizado mediante mancipatio, uma forma arcaica de transmissão da propriedade característica do direito romano. Os movimentos jurídicos exatos do desenvolvimento do contrato obrigacional de compra e venda a partir da venda de contado são objeto de controvérsia entre os romanistas. Entretanto, os autores são unânimes em reconhecer que o primeiro passo se deu com a possibilidade de diferimento da prestação do comprador (pagamento do preço), advindo posteriormente também a de adiamento da entrega da coisa para momento posterior à celebração do contrato.

## Celebração
A emptio venditio, contrato consensual que é, perfaz-se com o simples consentimento (consensus) de vendedor e comprador sobre o objeto da compra e preço. Esse consentimento pode ser manifestado oralmente ou por escrito, ou ainda por intermédio de mensageiro. Para confirmar a celebração da compra e venda, foi praxe no direito romano o emprego das arras (do latim arrhăbō, arrhăbōnis, 'garantia ou sinal de um contrato'), entregando o comprador ao vendedor, a esse título, nos períodos pré-clássico e clássico, um anel ou uma soma em dinheiro.

## Objeto mediato e imediato
O objeto imediato do contrato de compra e venda consiste num "dare" tanto de parte do polo ativo da relação jurídica estabelecida quanto de parte de seu polo passivo. O vendedor obriga-se a transferir ao comprador a posse de uma coisa e a garantir-lhe seu uso pacífico (habere licere), ao passo que o comprador se obriga a transferir-lhe a propriedade sobre a soma de dinheiro acordada (pretium).
Objeto mediato do negócio é a coisa vendida (merx ou res). Podem sê-lo coisas corpóreas (móveis ou imóveis, fungíveis ou infungíveis) e incorpóreas ("e.g." créditos e alguns direitos reais, como as servidões e o usufruto e até mesmo o direito de herança), presentes ou futuras (este último caso abrange a emptio spei e a mais tarde denominada emptio rei speratae). Interessante é observar que, devido ao supramencionado desenvolvimento do instituto a partir da venda de contado, os romanos não conheceram a compra e venda genérica pura, ou seja, aquela cujo objeto é determinado apenas pelo gênero. A ideia da compra in genere seguida de concentração do débito é, segundo Max Kaser, fruto do trabalho dos juristas medievais.

## Ações correspondentes
A compra e venda, como todos os demais contratos consensuais, é sancionada por um iudicium bonae fidei. Ao comprador corresponde a actio empti, pela qual pode exigir em juízo que o vendedor lhe transmita a posse da coisa vendida; ao vendedor, a actio venditi, para exigir o pagamento do preço.